# ILife
iLife是一款由苹果公司为OS X编写的应用软件套装产品，可以创作、管理、观看和操作数码内容。从iLife '11开始，iLife仅包括了3个部件：iPhoto、iMovie和GarageBand。此应用程序套装随所有购买的苹果Macintosh电脑附送,但目前iLife'11已不适用于单用户或家庭装盒。

## 起源
iLife是苹果公司倡导的“数字化生活方式”硬件和软件产品线的最后一款。苹果电脑公司也是在斯蒂夫·乔布斯返回苹果公司之后定位下来的。
iMac的發佈是这个概念的第一步。它不仅对于Mac，对于整个電腦行业都有重要影响。很多PC公司也开始转变设计。尽管如此，麦金塔在华丽的设计之下，市场分额却从90年代末的9%降到3%。这样低靡的市场份额产生一个头疼的问题：是否继续向第三方软件开发者和应用程序开放Mac OS。除了核心设计、程序、媒体产业之外，苹果需要重新强调其对终端用户的重视，因此苹果决定开发一款能给用户带来新意、高质量的面向客户的软件。iTunes最初包含在iLife套件之中，後來因iPod的流行及Windows版的推出，蘋果將iTunes從iLife套件中分離，使其成為獨立的免費軟件。
iPhoto、iMovie、GarageBand和iDVD第一版的發佈就这样应运而生。前三个程序曾经可以通过苹果的官方网站免费下载，而iDVD只面向装有SuperDrive光驱的电脑。
2003年1月这个套装正式以"iLife"名字上市。
2010年10月20日上市的iLife '11不再升级iDVD和iWeb，转而通过Mac软件更新提供。最新版本的GarageBand、iMovie和iPhoto仍然只能通过购买iLife套装或者购买新的Mac获得。
2011年1月6日，GarageBand、iMovie和iPhoto在Mac App Store分拆上市，独立售价只有14.99美元，iLife套装自此徒有虚名。
2012年3月7日，苹果公司宣布完成iOS版的iLife，包含GarageBand、iMovie和iPhoto三个售价4.99美元的独立软件。
2013年9月11日，苹果公司宣布所有新购买Mac、iPhone、iPad、iPod touch的用户都可以免费获得iLife套件。

## 發布紀錄
| 版本                    | 日期           | 发布于                     | 价格  | 系统                   | iPhoto   | iTunes       | iMovie | iDVD     | 库乐队 | iWeb     | 可立拍（iOS专享） |
| ----------------------- | -------------- | -------------------------- | ----- | ---------------------- | -------- | ------------ | ------ | -------- | ------ | -------- | ----------------- |
| iLife                   | 2003年1月3日   | Macworld Conference & Expo | US$49 | 10.1                   | 2        | 3            | 3      | 3        | –      | –        | –                 |
| iLife '04               | 2004年1月6日   | Macworld Conference & Expo | US$49 | 10.2.6                 | 4        | 4.2          | 4      | 4        | 1      | –        | –                 |
| iLife '05               | 2005年1月11日  | Macworld Conference & Expo | US$79 | 10.3.4                 | 5        | 4.7.1        | HD 5   | 5        | 2      | –        | –                 |
| iLife '06               | 2006年1月10日  | Macworld Conference & Expo | US$79 | 10.4.3                 | 6        | 6.0.2        | HD 6   | 6        | 3      | 1        | –                 |
| iLife '08               | 2007年8月7日   | 夏日特别活动               | US$79 | 10.4.9                 | 7.0      | 改为独立软件 | 7.0    | 7.0      | 4.0    | 2.0      | –                 |
| iLife '09               | 2009年1月6日   | Macworld Conference & Expo | US$79 | 10.5.6                 | 8.0      | –            | 8.0    | 7.0.3    | 5.0    | 3.0      | –                 |
| iLife '11               | 2010年10月20日 | 苹果特别活动               | US$49 | 10.6.3                 | 9.0      | –            | 9.0    | 自此取消 | 6.0    | 自此取消 | –                 |
| iLife 2013              | 2013年10月22日 | 苹果特别活动               | 免费  | 10.9                   | 9.5      | –            | 10.0   | –        | 10.0   | –        | –                 |
| iLife（2015年更新版本） | 2015年6月8日   | iPhone 6S/6S Plus发布会    | 免费  | macOS：10.11 iOS：9.0  | 自此取消 | –            | 10.0.9 | –        | 10.1   | –        | –                 |
| iLife（2017年更新版本） | 2017年6月5日   | iPhone 8/8 Plus/X发布会    | 免费  | macOS：10.13 iOS：11.0 | –        | –            | 10.1.7 | –        | 10.2   | –        | 1.0               |

关于几个特定的版本:
- iLife'06:这是最后一个包括iTunes的版本。
- iLife'08:这个版本包括了全新的iMovie,省略了一些以前版本的功能。为了回应批评声,苹果发布iMovie HD 6为购买了这个版本的iLife用户提供免费下载。
- iLife'09:这个版本发布后，苹果公司停止了免费下载iLife iMovie HD 6的功能。
- iLife'11:PowerPC Mac电脑不兼容iLife'11。尽管iLife'11最初支持雪豹(Snow Leopard),最新更新到iPhoto和iMovie需要Lion系统。

## 内容

### iPhoto（已取消）
iPhoto是一个照片管理和编辑工具。用户可以存储，浏览，编辑和共享他们的数码照片。iPhoto能创建相册并在网络上显示图片，或者导出到CD，创建幻灯片演示。不需要驱动（Mac OS X系统默认）就可以从大部分的数码相机中导入图片.
iPhoto拥有诸多独特的功能：“面孔”功能可以查找并识别照片库中的人物头像，然后自动归类整理。“地点”功能可以基于每张照片的拍摄位置来浏览图库。集成了Facebook和Flickr支持，可直接发布照片。现在iPhoto9.3为MacBook Pro with Retina重新设计。

### iMovie剪辑
iMovie剪辑是一个数码视频编辑器。通过数码摄像机拍摄的电影可以通过FireWire连接传输到电脑上， 用户可以进行编辑，增加特效并且管理组织。它还与flash MPEG-4摄像机，HDV摄像机和Apple的iSight兼容。现在iMovie为MacBook Pro with Retina重新设计。

### iDVD（已取消）
iDVD与iMovie集成，直接将有章节和菜单的电影刻录在DVD上。

### 库乐队
库乐队是一个音乐创建程序。包括1,000多个预录片段。創作音乐时，使用者只需将这些片段拖到工作区内即可。它也支援乐器软件和实际乐器输入，比如键盘和吉它等等。
iTunes和iPhoto分别创建音乐資料庫和照片資料库，但可以被其他软件调用。GarageBand的音乐可以匯到iTunes，成为音乐資料库的一部分。
在iLife '09里新推出的功能可以由事先預錄好的真人指導如何使用樂器。现在iLife11中的新款GarageBand为MacBook Pro with Retina重新设计。

### iWeb（已取消）
iWeb是一个网站制作程序。其独有的功能包括：拖放iWeb Widget给网页添加动态内容；Facebook通知功能，让朋友在更新站点时收到通知；集成的FTP功能，网站几乎可以发布在任何地方；独立的站点管理功能，可管理多个网站。

### 可立拍
可立拍是苹果公司为iLife for iOS单独开发的视频编辑应用，相比iMovie功能较少，但比iMovie多了视频拍摄功能。

### 集成
在2015年更新前，这几个程序是作为一个整体软件包开发设计的。每个程序都可以自动连接到其它程序的文件库访问使用文件。各个程序之间的互动功能包括：
- iMovie：从iTunes添加音乐（包括GarageBand音乐）作为背景音乐，从iPhoto添加图片"Ken Burns效果"可以设置应用图片，为电影增加章节，一键即可导出到iDVD保存章节并创建场景选择菜单。
- iDVD：从iTunes添加音乐（包括GarageBand）作为菜单音乐，或者幻灯片播放的背景音乐，从iPhoto添加音乐作为DVD幻灯片，从iMovie中添加电影
- iTunes：从GarageBand中输入音乐
- iPhoto：使用iTunes（包括GarageBand）音乐用于幻灯片播放，一键导出到iDVD，在iDVD中创建幻灯片
- GarageBand：将创建的歌曲一键导出到iTunes
- iWeb：从iPhoto导入照片和相册。

从2015年开始，iLife不再作为集成包更新，而是全部分为单个应用。